# オニアンコウ科
オニアンコウ科（オニアンコウか、学名：Linophrynidae）は、アンコウ目に所属する魚類の分類群の一つ。いわゆるチョウチンアンコウ類として知られる深海魚の一群で、オニアンコウなど5属27種が記載される。チョウチンアンコウ類の中では最も形態の特化が進んだ高位群として位置付けられ、複雑な構造をもつ顎ヒゲや左寄りに開口した肛門など、際立った特徴を有するグループである。

## 分布
オニアンコウ科の魚類はインド洋・大西洋、およびパナマ湾を中心とする東部太平洋の深海に主として分布する。本科に所属する5属のうち、Acentrophryne 属は雌の5個体しかこれまでに知られておらず、コスタリカ沖、パナマ湾、ペルー・チリ海溝などいずれも東部太平洋の熱帯域から報告されている。比較的多くの標本が存在する Borophryne 属もまた東部太平洋に固有の分布を示し、主にパナマ湾の表層から水深1,750mにかけての範囲から採集されている。
Photocorynus 属および Haplophryne 属は大西洋・太平洋・インド洋など三大洋に分布するが、インド洋からの報告はいずれも1個体にとどまる。Photocorynus 属の分布は熱帯域に限られる傾向があるのに対し、Haplophryne 属は高緯度の海域にも生息することが知られている。前者の分布水深は990-1,420mと深いが、後者は比較的浅く、300m付近からも採集されている。
残るオニアンコウ属（Linophryne）はチョウチンアンコウ類としてはユメアンコウ属（Oneirodes；ラクダアンコウ科、35種）に次いで種多様性を示すグループで、少なくとも22種が三大洋の深海から知られている。ある程度の数の採集記録が得られているのはインドオニアンコウ（L. indica）などごく一部に過ぎず、多くは非常に稀な魚類であり、22種のうち8種はただ1点の標本に基づいて記載されている。
オニアンコウ属の半数以上を占める12種は大西洋、特に北大西洋が分布の中心である。このうちアクマオニアンコウ（L. lucifer）など8種は、インド洋や太平洋からも散発的な報告があり、汎存種とまでは言えなくとも広範囲な分布域をもつ可能性がある。インドオニアンコウ・オニアンコウ（L. densiramus）の2種は主にインド太平洋に生息し、日本の近海からも報告がある。オニアンコウ属の仔魚は水深100-200mの範囲から多く得られており、他のチョウチンアンコウ類の仔魚が100m以浅に多いのとは対照的である。

## 生態

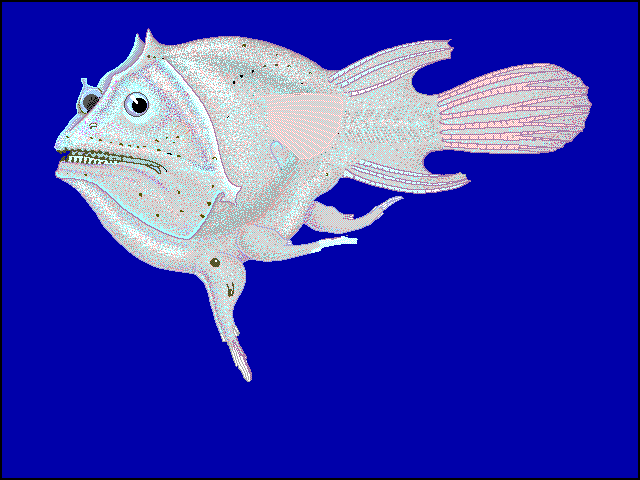
ユウレイオニアンコウ（Haplophryne mollis）。3匹の寄生雄が腹部に付着している。本属の仲間は体表の色素沈着を欠き、半透明あるいは白色の体色をもつ

オニアンコウ科魚類は海底から離れた中層を漂って生活する、漂泳性深海魚のグループである。食性は肉食性で、釣り竿のような誘引突起に変形した背鰭第1鰭条を用いて餌生物を惹き寄せる。

### 発光
チョウチンアンコウ類の誘引突起が発光機能を有することは19世紀末から推測されていたが、実際に発光している様子が観察されたのはオニアンコウ科の1種（Linophryne arcturi）が初めてで、1926年に報告されている。オニアンコウ属の仲間がもつ顎ヒゲの発光は1932年に最初に確認され、ヒゲの先端に位置する多数の小結節が青白く光る様子が観察されている。
誘引突起の発光は他のチョウチンアンコウ類と同様に発光バクテリアによる共生発光である一方、顎ヒゲにはいかなる細菌も存在せず、自力発光が行われているとみられている。ワニトカゲギス科（ワニトカゲギス目）魚類における顎ヒゲの発光は主に神経系によって調節されているが、オニアンコウ類の顎ヒゲには目立った神経分布は認められず、代わりに血管系を介した調節を受けているものと考えられている。

### 繁殖
すべてのチョウチンアンコウ類に共通する特徴として、雌雄の体格は著しい性的二形を示し、雄は雌よりも極端に小さい矮雄（わいゆう）である。Acentrophryne 属を除く4属は比較的豊富な雌雄の標本が存在し、雄は寄生性であることがわかっている。一方、Acentrophryne 属の雄個体はいまだに得られておらず、寄生性かどうかも確かめられていない。
変態後の雄は餌を一切取らず、よく発達した眼球と嗅覚器を利用して雌を探す。雌を発見した雄は体に食いつき、以降は雌と一体化した寄生生活を送るようになる。オニアンコウ属の雄は1匹の雌に対し1匹のみしか付着しない一方、他の属では複数の雄が同一の雌に寄生する例がしばしば見られる。付着部位は Borophryne 属・オニアンコウ属ではほぼ腹部に限られ、ほとんどの雄は前方を向き、逆さまの状態となっている。これとは対照的に、Haplophryne 属・Photocorynus 属では寄生する場所や雄の体勢は定まっておらず、眼の真上や背部、あるいは擬餌状体に付着していた例も知られている。
自由生活期の雄の精巣は例外なく未発達で、成熟した卵巣をもつ雌には常に寄生雄の付着があることから、雌雄の結合は互いの性成熟を達成するための必要条件とみなされている。Photocorynus 属の1種（P. spiniceps）のある雌個体に付着した寄生雄の体長はわずか6.2mmで、性成熟に達した脊椎動物として最小の例の一つと考えられている。

## 形態

### 雌

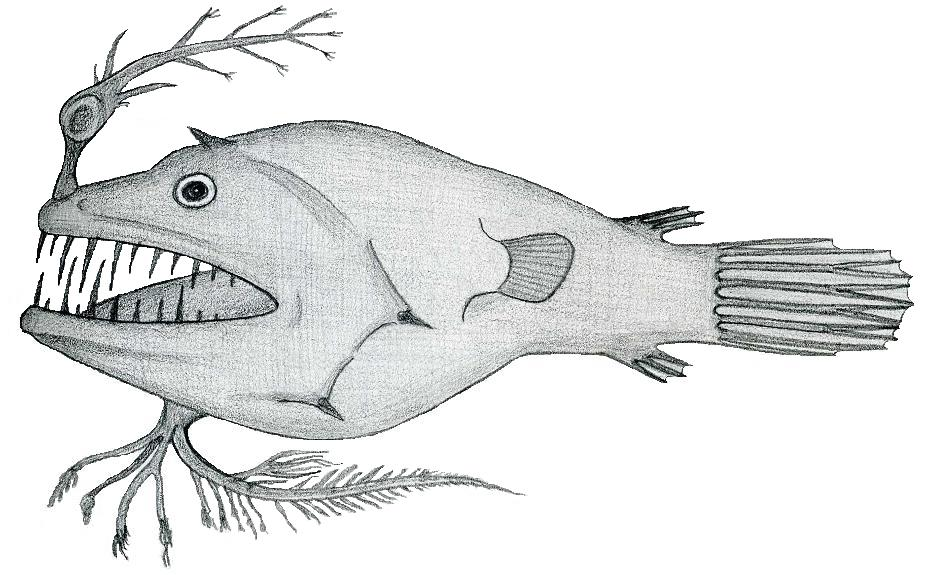
オニアンコウ属の1種（Linophryne pennibarbata）。下顎に伸びた顎ヒゲ状の発光器官は、本属魚類の重要な特徴となっている

オニアンコウ科の仲間は一般に短く、卵型から球状の体型をもつ。最大で全長27.5cmの個体（L. lucifer）が知られる一方、多くは体長10cm未満の小型魚類である。吻（口先）は短いが頭部は大きく、吻端から胸鰭の基部までの長さは体長の半分を超える。体表は全体的に滑らかで、いぼ状の構造などは認められない。体色は暗褐色から黒色だが、Haplophryne 属など例外的に色素をもたないものもいる。
口の大きさはチョウチンアンコウ類の中でも際立っており、一部の種類は口の占める割合が脊椎動物全体の中でも最大級である。両顎の長さはほぼ同じだが、下顎がやや突き出る種類もいる。オニアンコウ属・Acentrophryne 属・Borophryne 属の顎には鋭い牙状の歯が少数並ぶ一方、残る2属の歯は比較的細かく、数も多い。
本科魚類を他のチョウチンアンコウ類から区別する重要な形態学的特徴として、肛門が体の左側寄りに位置することが挙げられる。カレイ目の仲間も肛門が正中線からずれることで知られているが、これは眼球を含めた全体の左右非対称性に関連するものであり、他の魚類あるいはすべての脊椎動物を含めても本科以外に同様の非対称性は認められない。肛門が左にずれる原因や機能については、ほとんど何もわかっていない。
誘引突起を支える担鰭骨は非常に短く、前端は皮膚に埋もれる。誘引突起の長さは種によってさまざまで、擬餌状体にほとんど飲み込まれた形になっているものから、体長の70%に達する長いものもある。擬餌状体の構造も多様で、属以下の分類形質として利用される。
発光バクテリアによる共生発光を行う擬餌状体に加え、オニアンコウ属の仲間は顎ヒゲに類似した独特な構造をもち、第2の生物発光器官として機能している。顎ヒゲは比較的単純な構造のものから、複雑な分岐を有するフィラメント状のものまでさまざまで、多数の発光器をその中に備えている。チョウチンアンコウ類の中では他にケントロプリュネー科の仔稚魚が顎ヒゲをもつが、その構造は単純で発光器を欠き、成長とともに消失する。
背鰭と臀鰭の軟条数は通常3本で、他のチョウチンアンコウ類と比較して顕著に少なく、重要な鑑別点の一つとなっている。ごく稀に背鰭の軟条が4本、臀鰭は2あるいは4本の場合がある。胸鰭は13-19軟条、尾鰭は9本の鰭条で構成される。鰓条骨の本数も非常に少なく、通常は4-5本である。蝶形骨によく発達した突起をもつ一方で、方形骨・関節骨の突起を欠く。鰓蓋骨は二股に分かれ、下鰓蓋骨は非常に細長く、前縁にいかなる突起ももたない。Acentrophryne 属以外は前鰓蓋骨に1本以上の突起をもち、これは他のチョウチンアンコウ類には見られない特徴である。

### 雄
Acentrophryne 属を除く4属において、自由生活期（最大長8.6mm）および寄生生活期（最大長30mm）の雄が確認されている。自由生活期のオニアンコウ属の体色は雌と同じく暗褐色あるいは黒色調であるが、他の属では色素を欠き、Borophryne 属のみ寄生後に色素沈着が生じる。
自由生活期の雄はやや管状で前向きの、比較的大きな眼をもつのに加え、嗅覚器も膨張し大きくなっている。すべての雄は顎ヒゲをもたず、Photocorynus 属および Haplophryne 属は顎の歯をもつ。寄生後の雄は精巣の発達により腹部が膨満する一方、眼・嗅覚器・歯は退縮する。

### 仔魚
オニアンコウ類の仔魚は、他のチョウチンアンコウ類と比べて非常に細長いという特徴がある。すでに頭部は体長の45%を占めるほど大きく、皮膚は顕著に膨張する。胸鰭は比較的短い。一部の種類は蝶形骨に明瞭な棘を有し、本科ならではの特徴となっている。
性的二形は仔魚の段階で明瞭に現れており、雌は誘引突起および（オニアンコウ属のみ）顎ヒゲの原器を既に備えている。

## 分類

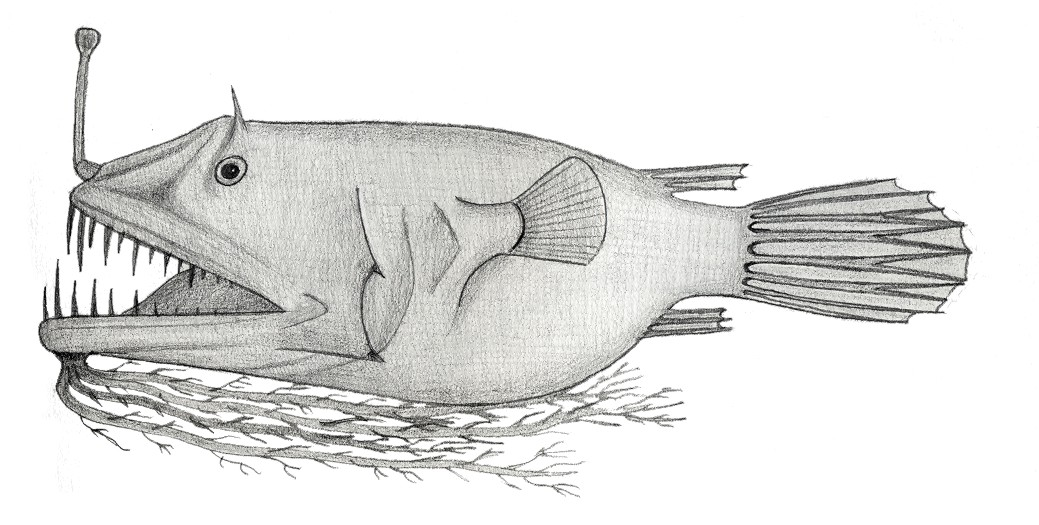
ニシオニアンコウ Linophryne algibarbata （オニアンコウ属）。北大西洋に分布し、顎ヒゲは多数の分岐をもつ

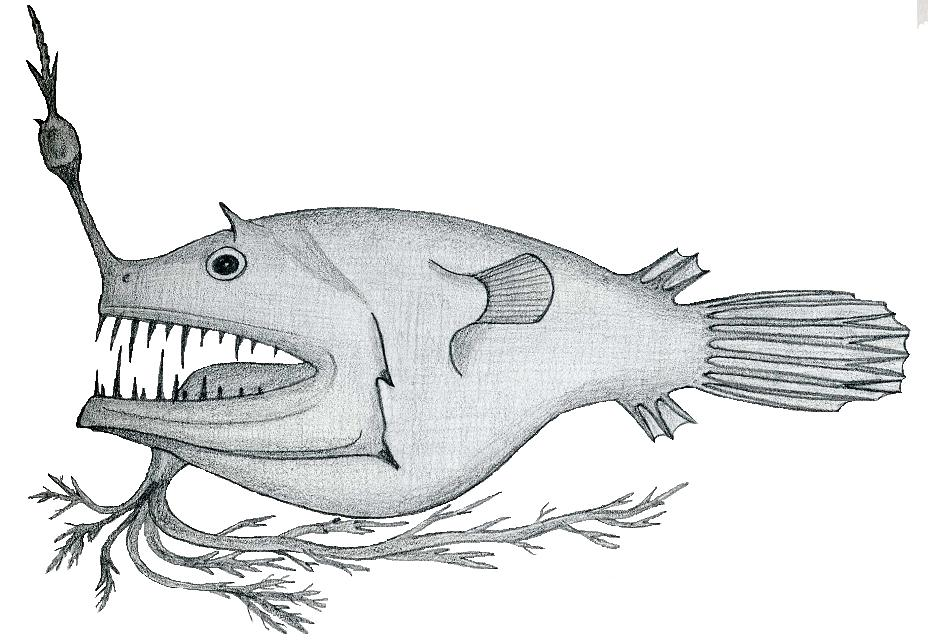
オニアンコウ属の1種（Linophryne arborifera）。大西洋の熱帯域から知られる

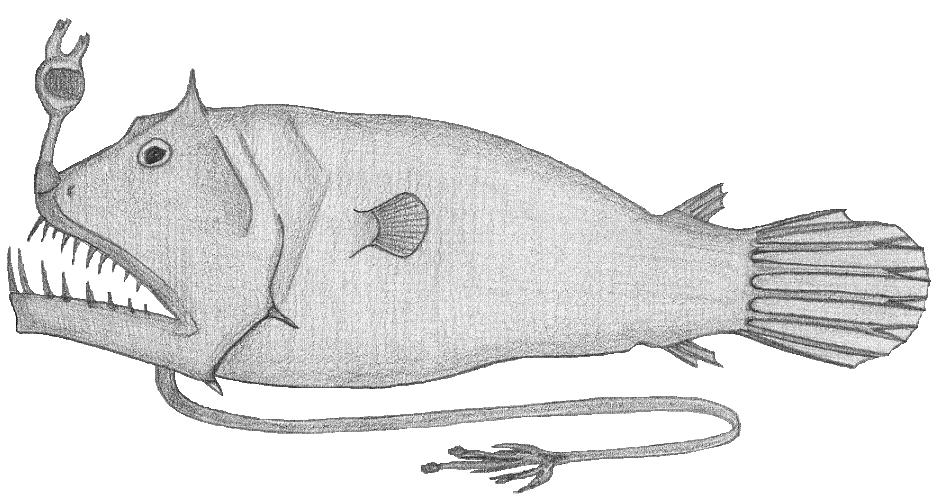
ヒガシオニアンコウ Linophryne coronata （オニアンコウ属）。大西洋・東部太平洋から報告がある種類

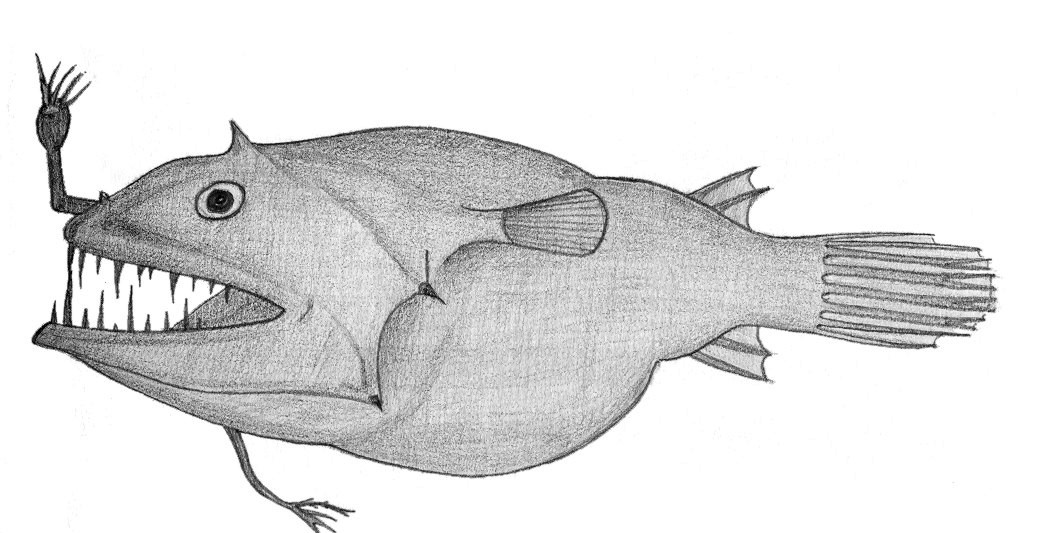
インドオニアンコウ Linophryne indica （オニアンコウ属）。インド太平洋に固有で、日本近海からも複数の採集例がある

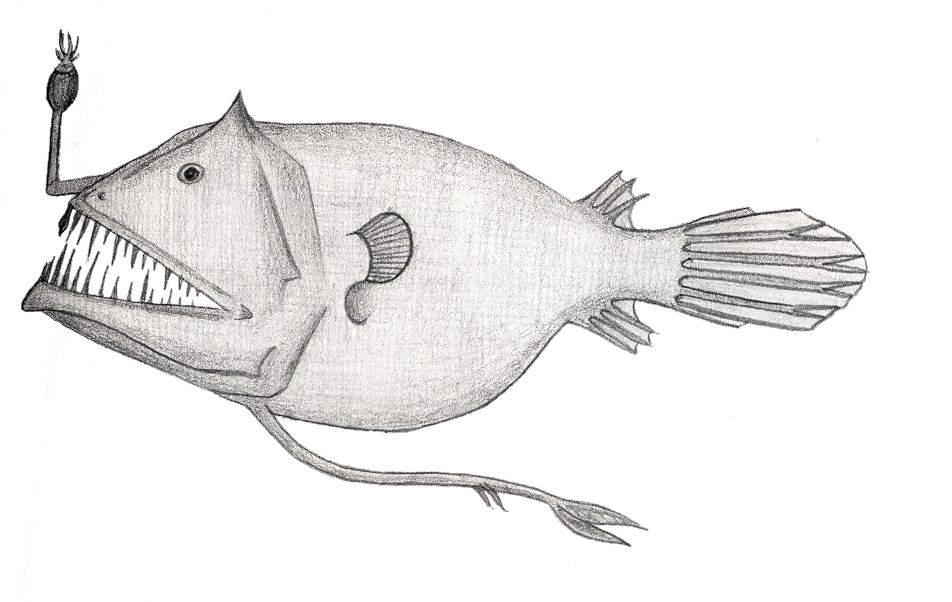
アクマオニアンコウ Linophryne lucifer （オニアンコウ属）。オニアンコウ類として最初に記載された種。北大西洋が分布の中心だが、インド洋からの記録もある

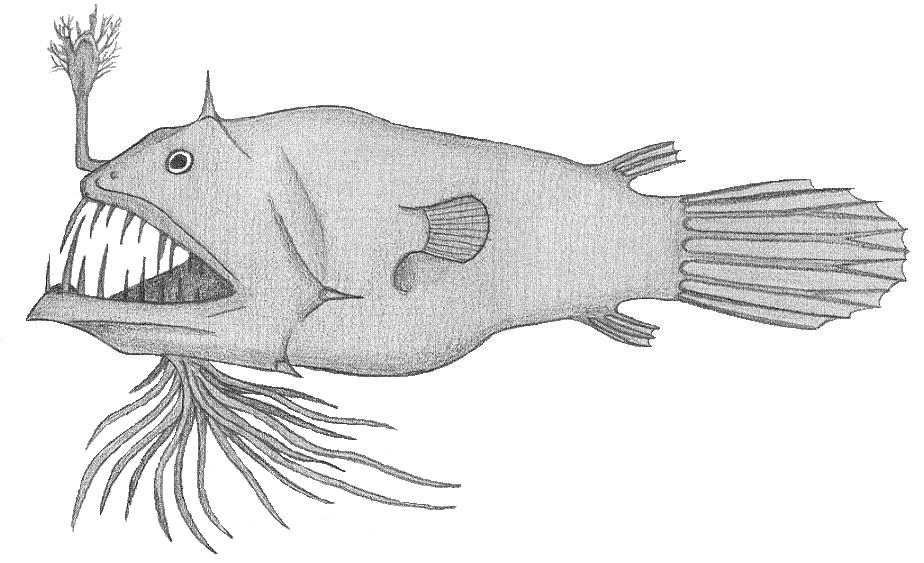
オニアンコウ属の1種（Linophryne polypogon）。北大西洋・西部太平洋から計3点の標本が知られる

オニアンコウ科にはNelson（2016）の体系において5属27種が認められている。本稿では、FishBaseに記載される5属27種についてリストする。
本科魚類として最初に記載された種は Linophryne lucifer で、1877年にマデイラ諸島の沖合で捕獲された。この個体は自身の体長を上回るデメエソを口にくわえたまま、衰弱して表層を浮遊していたという。以後半世紀近くにわたってオニアンコウ科は1属1種の単型となっていたが、1920年代に行われたデンマークのダナ号による探検航海の結果、新たに3属16種が記載されることになった。以降も新種記載が相次いだものの、1951年のモノグラフにおいて認められたのは16種にとどまった。その後の調査研究により、1982年までに25種、2005年には少なくとも27種が有効種として認識されるようになっている。
オニアンコウ科の雄は1902年に発見されたが、自由生活期の個体であったため、当初は異なる科「Aceratiidae (Brauer, 1906)」として分類された。属名 Aceratius はギリシア語で「角を欠くもの」を意味し、雌のような誘引突起をもっていなかったことに由来する（チョウチンアンコウの1種であることは既に認識されていた）。Aceratiidae 科が実際にはオニアンコウ類の雄であることが示されたのは、1930年のことである。
- オニアンコウ属 Linophryne
雌は複雑な構造の顎ヒゲをもつ[11]。誘引突起の長さは体長の20%未満から40%程度までさまざま。上耳骨と後側頭骨の棘を欠く。前鰓蓋骨は後方に鋭角をなし、後縁に1本の棘をもつ。顎の歯は比較的少ないが長く牙状で、鋤骨にも2-7本の歯を備える。擬餌状体の構造は同じ種の中でも変化が著しい。尾鰭の最下位鰭条の長さは、隣接する鰭条の約半分。擬餌状体・顎ヒゲ・鰭の先端部を除き、体色は暗色調。属名の由来は、ギリシア語の「linon（網）」と「phryne（ヒキガエル）」から[12]。
  - ニシオニアンコウ[13] Linophryne algibarbata
  - Linophryne andersoni
  - Linophryne arborifera
  - Linophryne arcturi
  - Linophryne argyresca
  - Linophryne bicornis
  - Linophryne bipennata
  - Linophryne brevibarbata
  - ヒガシオニアンコウ[14] Linophryne coronata
  - オニアンコウ Linophryne densiramus
  - Linophryne escaramosa
  - インドオニアンコウ Linophryne indica
  - アクマオニアンコウ[15] Linophryne lucifer
  - Linophryne macrodon
  - Linophryne maderensis
  - Linophryne parini
  - Linophryne pennibarbata
  - Linophryne polypogon
  - Linophryne quinqueramosa
  - Linophryne racemifera
  - Linophryne sexfilis
  - Linophryne trewavasae
- Acentrophryne 属
極めて稀なグループで、雌の5個体が知られているのみである[11]。顎ヒゲをもたず、誘引突起は体長の35-70%。上耳骨・後側頭骨・前鰓蓋骨後縁の棘をいずれも欠く。顎の歯は長く牙状で、鋤骨の歯は2-6本。擬餌状体が大きい。尾柄部は非常に短く、背鰭・臀鰭の後端は尾鰭と近接する。体色は擬餌状体を除き暗色調。属名の由来は、ギリシア語の「a + kentron（突起を欠いた）」と「phryne（ヒキガエル）」から[12]。
  - Acentrophryne dolichonema
  - Acentrophryne longidens
- Borophryne 属
顎ヒゲをもたず、誘引突起の長さは体長の20%程度と短い[11]。前鰓蓋骨後縁に1本の棘をもつ。顎の歯は長く牙状で、鋤骨の歯は0-4本。擬餌状体は大きく、複雑な分岐構造をもつ。擬餌状体・鰭の先端部を除き、体色は暗色調。属名の由来は、ギリシア語の「boros（貪欲な）」と「phryne（ヒキガエル）」から[12]。
  - Borophryne apogon
- ユウレイオニアンコウ属Haplophryne
顎ヒゲをもたない[11]。誘引突起は極端に短く、擬餌状体の中に埋もれる。前鰓蓋骨後縁に1本の棘をもち、先端は2-5本に分かれる。顎の歯は小さく、何列にもわたって密生し、鋤骨の歯を欠く。擬餌状体はほぼ固着性で、小さな付属物をもつ。尾鰭の最下位鰭条は隣接する鰭条の約半分の長さ。体表の色素沈着を欠く。原記載者は属名の理由を記述していないが、ギリシア語の「haplos（単純な）」と「phryne（ヒキガエル）」に由来するものと推察されている[12]。
  - ユウレイオニアンコウ[16] Haplophryne mollis
- Photocorynus 属
顎ヒゲをもたない[11]。誘引突起の長さは体長の10%に満たず、擬餌状体の中に埋もれる。前頭骨・蝶形骨・上耳骨・後側頭骨に棘をもち、前鰓蓋骨にも5-6本の棘を備える。顎の歯は小さく、何列にもわたって密生し、鋤骨の歯を欠く。擬餌状体はほぼ固着性で、分岐や付属物はもたない。尾鰭の最下位鰭条は著しく短い。体表の色素沈着はごくわずか。属名の由来は、ギリシア語の「phos/photos（光）」と「koryne（杖）」から[12]。
  - Photocorynus spiniceps